# Loire-Authion
Loire-Authion es una comuna nueva francesa situada en el departamento de Maine y Loira, de la región de Países del Loira.

## Historia
Fue creada el 1 de enero de 2016, en aplicación de una resolución del prefecto de Maine y Loira de 7 de diciembre de 2015 con la unión de las comunas de Andard, Bauné, Brain-sur-l'Authion, Corné, La Bohalle, La Daguenière y Saint-Mathurin-sur-Loire, pasando a estar el ayuntamiento en la antigua comuna de Saint-Mathurin-sur-Loire.

## Demografía
| Gráfica de evolución demográfica de Loire-Authion entre 1800 y 2013 |
|                                                                     |

Los datos entre 1800 y 2013 son el resultado de sumar los parciales de las siete comunas que forman la nueva comuna de Loire-Authion, cuyos datos se han cogido de 1800 a 1999, para las comunas de Andard, Bauné, Brain-sur-l'Authion, Corné, La Bohalle, La Daguenière y Saint-Mathurin-sur-Loire de la página francesa EHESS/Cassini. Los demás datos se han cogido de la página del INSEE.

## Composición
| Comuna delegada          | Código INSEE | Población (2013) | Superficie (km²) | Densidad (hab./km²) |
| ------------------------ | ------------ | ---------------- | ---------------- | ------------------- |
| Andard                   | 49004        | 2511             | 11.99            | 209                 |
| Bauné                    | 49019        | 1689             | 20.99            | 80                  |
| Brain-sur-l'Authion      | 49042        | 3438             | 22.92            | 150                 |
| Corné                    | 49106        | 2881             | 16.64            | 173                 |
| La Bohalle               | 49032        | 1228             | 9.35             | 131                 |
| La Daguenière            | 49117        | 1285             | 11.92            | 108                 |
| Saint-Mathurin-sur-Loire | 49307        | 2439             | 19.85            | 23                  |